# Provincia di Ayutthaya
La provincia di Ayutthaya (più precisamente provincia di Phra Nakhon Si Ayutthaya) si trova in Thailandia, nella regione della Thailandia Centrale. Si estende per 2.556,6 km², ha 819 088 abitanti (2020) e il capoluogo è il distretto di Phra Nakhon Si Ayutthaya dove si trova la città principale Ayutthaya, già capitale dell'omonimo Regno di Ayutthaya.

## Geografia antropica
La provincia è suddivisa in 16 distretti (amphoe). Questi a loro volta sono suddivisi in 209 sottodistretti (tambon) e 1328 villaggi (muban).

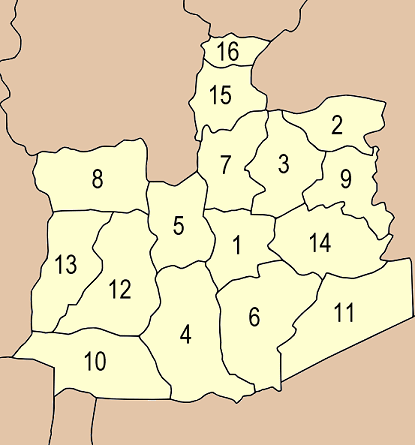
Mappa degli Amphoe

| 1. Phra Nakhon Si Ayutthaya 2. Tha Ruea 3. Nakhon Luang 4. Bang Sai (บางไทร) 5. Bang Ban 6. Bang Pa-in 7. Bang Pahan 8. Phak Hai 9. Phachi 10. Lat Bua Luang 11. Wang Noi 12. Sena 13. Bang Sai (บางซ้าย) 14. Uthai 15. Maha Rat 16. Ban Phraek |

### Amministrazioni comunali
L'unico comune ad avere lo status di città maggiore (thesaban nakhon) in provincia è Ayutthaya, che ha 49 208 residenti (2020). Vi sono 4 città minori (thesaban mueang): Lam Ta Sao (con 21 357 residenti), Ayothaya (20 101), Phak Hai (9 573) e Sena (3 714).